# Eddie Lee Wilkins
Eddie Lee Wilkins (Cartersville, 7 maggio 1962) è un ex cestista e allenatore di pallacanestro statunitense, professionista nella NBA, in Spagna e in Italia.

## Carriera
È stato selezionato dai New York Knicks al sesto giro del Draft NBA 1984 (133ª scelta assoluta).

## Palmarès
- All-USBL First Team (1987)